# مورگان فریمن
مورگان فریمن (انگلیسی: Morgan Freeman؛ زادهٔ ۱ ژوئن ۱۹۳۷) بازیگر آمریکایی است. او در طول شش دهه فعالیت، جوایز گوناگونی از جمله یک جایزهٔ اسکار و یک جایزهٔ گلدن گلوب دریافت کرده است. او دریافت‌کنندهٔ افتخارات دیگری مانند جایزه مرکز کندی، جایزه یک عمر دستاورد هنری بنیاد فیلم آمریکا، جایزه گلدن گلوب سیسیل بی دمیل و جایزه یک عمر دستاورد هنری انجمن بازیگران فیلم بوده است. همچنین برای نقش‌های خود در نمایش‌های تئاتر یک بار نامزد جایزه تونی شده است.
فریمن در می‌سی‌سی‌پی بزرگ شد و در آنجا شروع به بازی در نمایش‌های مدرسه کرد. او هنرهای تئاتر را در لس آنجلس فرا گرفت و در اوایل حرفهٔ خود در نمایش‌های تئاتر ظاهر شد. او در دههٔ ۱۹۷۰ با بازی در مجموعهٔ تلویزیونی کودکانهٔ شرکت برق به شهرت رسید. فریمن با نمایشنامه‌های کوریولانوس و ژولیوس سزار به روی صحنه رفت که برای کوریولانوس جایزهٔ اوبی را دریافت کرد. نقش برجستهٔ او در مهارت شهرنشینی (۱۹۸۷) بود که برایش نامزد دریافت جایزهٔ اسکار بهترین بازیگر نقش مکمل مرد شد. او در ۱۹۸۹ برای درام زندگی‌نامه‌ای افتخار و درام-کمدی رانندگی برای خانم دیزی به شهرت بیشتری رسید و برای فیلم دوم نامزد دریافت جایزهٔ اسکار بهترین بازیگر نقش اول مرد شد.
فریمن در سال ۱۹۹۲ در فیلم وسترن نابخشوده ایفای نقش کرد؛ این فیلم نخستین همکاری او با کلینت ایستوود بود. او در سال ۱۹۹۴ برای بازی در درام رستگاری در شاوشنک بار دیگر نامزد دریافت جایزهٔ اسکار شد. فریمن در تریلر جنایی هفت (۱۹۹۵) و درام تاریخی آمیستاد (۱۹۹۷) نیز ایفای نقش کرد. او در سال ۲۰۰۴ برای عملکردش در درام ورزشی محبوب میلیون دلاری ساختهٔ ایستوود توانست جایزهٔ اسکار بهترین بازیگر نقش مکمل مرد را کسب کند. او برای بازی در نقش رئیس‌جمهور آفریقای جنوبی نلسون ماندلا در شکست‌ناپذیر (۲۰۰۹) ساختهٔ ایستوود برای بار پنجم نامزد دریافت جایزهٔ اسکار شد. فریمن همچنین نقش لوشس فاکس را در سه‌گانهٔ بتمن (۲۰۰۵–۲۰۱۲) بازی کرد.
فریمن علاوه بر بازیگری، درام بوفا! (۱۹۹۳) را کارگردانی کرده است. او شرکت ساخت فیلم رولیشنز انترتینمنت را با شریک تجاری‌اش تأسیس کرده است. فریمن گویندهٔ مستندهایی چون راه طولانی خانه (۱۹۹۷)، رژه پنگوئن‌ها (۲۰۰۵)، گذر از کرم‌چاله (۲۰۱۰–۲۰۱۷) و داستان خدا با مورگان فریمن (۲۰۱۶–۲۰۱۹) بوده است.

## اوایل زندگی و تحصیلات
مورگان فریمن در ۱ ژوئن ۱۹۳۷ در ممفیس، تنسی به دنیا آمد. او فرزند مامی ادنا (با نام خانوادگی ریویر؛ ۱۹۱۲–۲۰۰۰)، معلم، و مورگان پورترفیلد فریمن (۶ ژوئیه ۱۹۱۵ – ۲۷ آوریل ۱۹۶۱)، آرایشگر، بود که در سال ۱۹۶۱ بر اثر سیروز درگذشت. فریمن سه خواهر و برادر بزرگ‌تر دارد. برخی از اجداد فریمن بردگانی بودند که از کارولینای شمالی به می‌سی‌سی‌پی مهاجرت کردند. او بعدها کشف کرد که جد بزرگ مادری سفیدپوستش در جنوب تفکیک‌شده با جد بزرگ سیاه‌پوستش زندگی می‌کرده و در کنار او دفن شده است، زیرا در آن زمان ازدواج قانونی بین آنها ممکن نبود. آزمایش دی‌ان‌ای نشان داد که حدود یک‌چهارم از اجداد آفریقایی او از منطقه‌ای بین سنگال امروزی تا لیبریا و سه‌چهارم از حوضه کنگو-آنگولا بودند.
فریمن در کودکی به نزد مادربزرگ پدری‌اش در چارلزتون، می‌سی‌سی‌پی فرستاده شد. او در طول کودکی بارها جابه‌جا شد و در گرینوود، می‌سی‌سی‌پی، گری، ایندیانا، و سرانجام شیکاگو زندگی کرد. او اولین تجربه بازیگری خود را در نه سالگی با ایفای نقش اصلی در یک نمایش مدرسه آغاز کرد. سپس در دبیرستان براد استریت در گرینوود، که امروزه به‌عنوان دبستان تردگیل شناخته می‌شود، تحصیل کرد. در ۱۲ سالگی برنده یک مسابقه نمایشی ایالتی شد و در همان زمان به موسیقی و تئاتر علاقه‌مند شد. فریمن در ۱۶ سالگی به سینه‌پهلو مبتلا شد.
فریمن در سال ۱۹۵۵ از دبیرستان فارغ‌التحصیل شد، اما بورسیه جزئی درام از دانشگاه جکسون استیت را رد کرد و به جای آن به نیروی هوایی ایالات متحده آمریکا پیوست. او به‌عنوان تعمیرکار رادار ردیابی خودکار خدمت کرد و به درجه سرباز کلاس یک رسید. پس از خدمت از سال ۱۹۵۵ تا ۱۹۵۹، به لس آنجلس نقل مکان کرد و در تئاتر پاسادینا کلاس‌های بازیگری را گذراند. همچنین در کالج شهر لس آنجلس به تحصیل هنرهای نمایشی پرداخت، جایی که یکی از استادانش او را به دنبال کردن حرفه رقص تشویق کرد.

## تجارت
فریمن درسال ۱۹۹۷ به همراه شریک تجاری اش لوری مک کریری شرکت تولید فیلم «ریویلیشن اینترتینمنت» را تأسیس کردند. آنها همچنین شرکت «کلیک استار» که در زمینه دانلود فیلم فعالیت می‌کند را تأسیس کردند. کلیک استار درسال ۲۰۰۸ فعالیت خود را متوقف کرد. فریمن همچنین مالک یک کلوپ موسیقی بلوز به نام گرند زرو (Ground Zero) در کلارکسدیل، میسیسیپی است.

## زندگی شخصی
فریمن در ۴ اوت ۲۰۰۸ در یک تصادف در بزرگ‌راهی نزدیک رولویل (در میسیسیپی) زخمی شد. خودرویی که وی می‌راند، نیسان ماکسیما مدل ۱۹۹۷ بود. خودرو از بزرگ‌راه بیرون رفت و چندبار دورِ خود چرخید. فریمن و زنی که همراهش بود به وسیلهٔ ابزار نجات هیدرولیک نجات داده شدند.
فریمن مالک یک رستوران و یک باشگاه موسیقی است.
وی در مراسم افتتاحیه جام جهانی فوتبال ۲۰۲۲ قطر به عنوان مجری مراسم حضور داشت.

### ازدواج و خانواده
فریمن از ۲۲ اکتبر ۱۹۶۷ تا ۱۸ نوامبر ۱۹۷۹ با ژانت آدایر بردشاو ازدواج کرده بود. او سپس در ۱۶ ژوئن ۱۹۸۴ با میرنا کالی-لی ازدواج کرد. این زوج در دسامبر ۲۰۰۷ از یکدیگر جدا شدند و در ۱۵ سپتامبر ۲۰۱۰ طلاق گرفتند. فریمن چهار فرزند به نام‌های آلفونسو، دینا، مورگانا و سایفولایه دارد. فریمن و کالی-لی همچنین نوه فریمن از ازدواج اولش، ادنا هاینز، را بزرگ کردند. در ۱۶ اوت ۲۰۱۵، ادنا هاینز ۳۳ ساله در نیویورک سیتی به قتل رسید.

### باورها
وقتی از فریمن پرسیده شد که به خدا اعتقاد دارد، او گفت: «سؤال سختی است، چون همان‌طور که ابتدا گفتم، فکر می‌کنم ما خدا را خلق کردیم. پس اگر به خدا اعتقاد دارم، و دارم، به این دلیل است که فکر می‌کنم خودم خدا هستم.» او بعدها گفت کرد که تجربه کارش در مستند داستان خدا با مورگان فریمن دیدگاهش دربارهٔ دین را تغییر نداده است. در سال ۲۰۱۹ گزارش شد که فریمن به دین زرتشتی گرویده است.

### اتهام سوءرفتار
در ۲۴ مه ۲۰۱۸، سی‌ان‌ان گزارشی منتشر کرد که در آن هشت زن، فریمن را به آنچه برخی «آزار» و برخی دیگر «رفتار نامناسب» توصیف کردند، متهم نمودند. فریمن در پاسخ گفت: «هر کس که مرا می‌شناسد یا با من کار کرده است، می‌داند که من فردی نیستم که عمداً کسی را آزرده کنم یا آگاهانه باعث ناراحتی کسی شوم. از هر کسی که احساس ناراحتی یا بی‌احترامی کرده است، عذرخواهی می‌کنم—این هرگز نیت من نبوده است.» یکی از زنانی که به عنوان شاکی معرفی شده بود، تیرا مارتین، علیه نحوه بازنمایی خود در گزارش سی‌ان‌ان صحبت کرد و گفت: «من نه قربانی بودم و نه هستم. سی‌ان‌ان کاملاً ویدئو را تحریف کرد و اظهاراتم را از زمینه اصلی خارج کرد.» به گزارش مجله اسنس، تیرا مارتین «بسیاری از اظهارات فریمن را، هرچند نامناسب، به‌صورت شوخی تلقی کرده بود.» وکیل فریمن از سی‌ان‌ان خواست که این گزارش را پس بگیرد. پس از دوره‌ای بررسی، انجمن بازیگران سینما (SAG) تصمیم گرفت هیچ اقدامی علیه فریمن انجام ندهد.

## فیلم‌شناسی
تحسین‌شده‌ترین و پرفروش‌ترین فیلم‌های او طبق گزارش راتن تومیتوز، شامل عناوین زیر می‌شوند:
- نابخشوده
- محبوب میلیون دلاری
- رستگاری در شاوشنک
- سه‌گانه شوالیه تاریکی
- هفت
- زاده برای وحشی بودن
- افتخار
- رفته عزیزم رفته
- رژه پنگوئن‌ها
- سیدنی
- رانندگی برای خانم دیزی
- فیلم لگو

## جوایز
مورگان فریمن علی‌رغم اینکه از بزرگ‌ترین بازیگران هالیوودی به‌شمار می‌رود، تاکنون فقط موفق به کسب تنها یک جایزه اسکار نقش مکمل مرد شده است.
- ۲۰۰۵ - برنده اسکار بازیگر نقش مکمل مرد برای فیلم محبوب میلیون دلاری
- ۱۹۹۵ - نامزد اسکار بازیگر نقش اول مرد برای فیلم رستگاری در شاوشنگ
- ۱۹۹۰ - نامزد اسکار بازیگر نقش اول مرد برای فیلم رانندگی برای خانم دیزی
- ۱۹۸۸ - نامزد اسکار بازیگر نقش مکمل مرد برای فیلم مهارت شهرنشینی
- ۲۰۰۹ - نامزد اسکار بازیگر نقش اول مرد برای فیلم شکست ناپذیر
- ۱۹۹۰ - برنده گلدن گلوب بازیگر نقش اول مرد برای فیلم رانندگی برای خانم دیزی
- ۱۹۹۰ - برنده خرس نقره‌ای جشنواره فیلم برلین بهترین گروه بازیگری برای فیلم رانندگی برای خانم دیزی همراه با جسیکا تندی